# ماریو بارگاس یوسا
خورخه ماریو پدرو بارگاس یوسا (اسپانیایی: Jorge Mario Pedro Vargas Llosa‎؛ ۲۸ مارس ۱۹۳۶ – ۱۳ آوریل ۲۰۲۵) داستان‌نویس، مقاله‌نویس، سیاستمدار و روزنامه‌نگار اهل پرو بود. یوسا از رمان‌نویسان و مقاله‌نویسان معاصر آمریکای جنوبی و برنده جایزه نوبل ادبیات بود.
ادبیات آمریکای لاتین مدیون گابریل گارسیا مارکز، کارلوس فوئنتس و یوسا است.

## آغاز زندگی و تحصیل
ماریو بارگاس یوسا در ۲۸ مارس ۱۹۳۶ در ارکیپای پرو زاده شد. وی تنها فرزند خانواده بود. پدر او، ارنستو بارگاس مالدونادو، پیش از تولد او خانواده را ترک کرده بود و مادرش، دورا یوسا اورتا برای جلوگیری از رسوایی، با فرزند خود به بولیوی رفت. جایی که پدربزرگش که مردی سختگیر بود به عنوان دیپلمات در کنسولگری پرو در شهر کوچابامبا خدمت می‌کرد. ماریو ۱۰ سال نخست زندگی خود را در بولیوی و با مادرش گذراند. پس از آن که پدربزرگ او مقام دولتی مهمی در پرو به دست آورد، همراه مادرش در سال ۱۹۴۶ به پرو بازگشت.
بارگاس یوسا نویسندگی را از ۱۵ سالگی به عنوان خبرنگار پاره‌وقت حوادث برای روزنامه لاکرونیکا آغاز کرد. در ۱۴ سالگی پدر ماریو او را به دبیرستان نظام فرستاد که تأثیری ژرف و پایا بر او نهاد و ایده نخستین رمانش را در ذهن او پروراند. نگرش داروینگرایانه او نسبت به زندگی حاصل تجربه همین دو سال است. بارگاس یوسا در رشته هنرهای آزاد دانشگاه لیما دانش‌آموخته شد و سپس از دانشگاه مادرید در رشته ادبیات درجه دکترا گرفت. یوسا در سال ۱۹۵۹ به پاریس مهاجرت کرد و به عنوان آموزگار و روزنامه‌نگار خبرگزاری فرانسه و همچنین تلویزیون ملی فرانسه مشغول به کار شد. وی سال‌ها در اروپا به ویژه در پاریس، لندن و مادرید زیست و به کارهای گوناگون از جمله مترجمی، روزنامه‌نگاری و تدریس پرداخت.

## ازدواج
ماریو بارگاس یوسا در نوزده سالگی با خولیا اورکیدی که یکی از نزدیکانش و هیجده سال از او بزرگ‌تر بود، ازدواج کرد. رمان برجستهٔ عمه خولیا و میرزابنویس (۱۹۷۷) از شخصیت این زن الهام گرفته است. اما این ازدواج دیری نپایید و در ۱۹۶۴ به طلاق انجامید. باگاس در سال بعد با پاتریسیا «بانوی زندگی‌اش» دیدار کرد که از او سه فرزند داشت.

## نویسندگی
ماریو بارگاس یوسا نخستین داستان کوتاه خود به نام سردسته‌ها را در بیست سالگی منتشر شد. داستان در یکی از نشریات پایتخت به چاپ رسید.
ماریو بارگاس یوسا از سنین نوجوانی با نشریه لاکرونیکا همکاری داشت. او در دانشگاه ملی سن مارکوس حقوق را به دلیل میل خانواده و ادبیات را از روی علاقه شخصی فرا گرفت. سپس در سال ۱۹۵۸ با گرفتن مدرک ادبیات و بدون ارائه پایان‌نامه حقوق خود، موفق به دریافت بورس تحصیلی دکترا در دانشگاه مادرید شد. سال بعد مجموعهٔ داستان‌های کوتاه او در بارسلون به چاپ رسید. او سرانجام از پاریس سر درآورد و با خورخه لوئیس بورخس، کارلوس فوئنتس و شماری دیگر از نویسندگان زبان اسپانیایی آشنا شد. در سال ۱۹۶۳ نخستین رمان یوسا به نام دوران قهرمان منتشر شد که ماجرای دخالت نظامیان در عرصهٔ سیاست و تبعات شوم اجتماعی، اقتصادی و فرهنگی آن است. این رمان با استقبال منتقدان و خوانندگان روبرو شد و نام نویسنده به عنوان یک منتقد رادیکال مطرح شد. همزمان شماری از نسخ این کتاب به عنوان کتاب ضاله طی مراسمی رسمی به آتش کشیده شدند. اما این مانع از اهدا جایزه منتقدان به یوسا نشد. یوسا در سال ۱۹۶۶ پس از چاپ دومین رمان خود به نام خانه سبز از پاریس به لندن رفت و به تدریس ادبیات اسپانیایی – آمریکایی پرداخت. سال بعد دومین مجموعه داستان او منتشر شد و او را برنده دو جایزه ادبی کرد.
سومین رمان ماریو بارگاس یوسا به نام گفتگو در کاتدرال در سال ۱۹۶۹ منتشر شد. یک سال بعد به بارسلون رفت تا نوشتن یکی از معتبرترین نقدها بر آثار مارکز را آغاز کند. این کتاب در سال ۱۹۷۱ منتشر شد.
ماریو بارگاس یوسا چند سفر به کوبا داشت و رابطه خوبی با حکومت کوبا پیدا کرد. زندانی شدن ابرتو پادیلا، نویسنده کوبایی، زمینه‌ساز اعتراض گسترده نویسندگان آمریکای لاتین شد. یوسا به همراه دیگر نویسندگان، اختناق حاکم بر جامعهٔ کوبا و شخص فیدل کاسترو را محکوم کردند. او با کمک شماری از نویسندگان هم فکر خود نشریه آزاد را در پاریس و کتاب ماجرای پنهانی یک رمان را در بارسلون منتشر کرد.
چهارمین اثر ماریو بارگاس یوسا به نام سروان پانتوخا و خدمات ویژه در سال ۱۹۷۳ منتشر شد. او در سال ۱۹۷۴ به زادگاه خود بازگشت. زیرا احساس می‌کرد در حال از دست دادن ارتباط زبانی و زندگی روزمره با جامعه خود است. وی در سال ۱۹۷۶ به ریاست باشگاه پن (انجمن قلم آمریکا) برگزیده شد و سفرهایی به دانشگاه‌های مختلف اروپا و آمریکا و اتحاد جماهیر شوروی کرد و به عنوان استاد مدعو به سخنرانی و تدریس پرداخت. عمه خولیا و میرزابنویس داستان نخستین ازدواج یوسا است که در ۱۹۷۷ به چاپ رسید. رمان جنگ آخرالزمان در سال ۱۹۸۱ منتشر شد. این پروژه بزرگ، زیر قلم یوسا با مهارت شگرفی شکل گرفته و حجم کار و شخصیت‌های پرشمار و رابطه بینامتنی رمان با بخشی از تاریخ برزیل، هیچگاه موجب سستی اثر نشد. تا جایی که این اثر را به عنوان نظیری برای جنگ و صلح لئو تولستوی در ادبیات آمریکای لاتین توصیف کرده‌اند. ماجرای اصلی این رمان نیز در سده ۱۹ (میلادی) می‌گذرد.
ماریو بارگاس یوسا پس از جنگ آخرزمان چند اثر دیگر زندگی واقعی الخاندرو مایتا، سور بز و نامه‌هایی به نویسنده جوان نیز به مجموعه آثارش افزود. گفتگو در کاتدرال و جنگ آخرالزمان به عنوان مهم‌ترین آثار نویسنده مورد توجه مخاطبان و منتقدان هستند.
ماریو بارگاس یوسا عصر قهرمان را در بیست و شش سالگی نوشت که برای او شهرتی جهانی به ارمغان آورد. یوسا، آندره مالرو را نویسنده‌ای دانست که بر نگارش اثر عصر قهرمان تأثیر گذاشت. از دیگر رمان‌های ماریو بارگاس یوسا می‌توان به زندگی واقعی آلخاندرو مایتاً، چه کسی پالومینو مولرو را کشت؟، بهشت، آن‌جا (۲۰۰۳)، سور بز (۲۰۰۰)، خانهٔ سبز (۱۹۶۵)، شهر و سگ‌ها (۱۹۶۳) و لیتوما در میان کوه‌های آند اشاره کرد.
آثار پژوهشی او زبان هیجان(۲۰۰۱)، نامه‌هایی به رمان‌نویس جوان(۱۹۹۷)، ماهی در دریا (۱۹۹۳)، واقعیت پوشیده (۱۹۹۰)، میان سارتر و کامو (۱۹۸۱) و چرا ادبیات هستند.
از نمایش‌نامه‌های او می‌توان به دیوانهٔ ایوان‌ها (۱۹۹۳) و شوخی (۱۹۸۶) اشاره کرد.

## رابطه با مارکز
گابریل گارسیا مارکز، رمان‌نویس کلمبیایی از دوستان نزدیک و صمیمی یوسا بود. در سال ۲۰۰۳ در نمایشگاه کتاب بوگوتا، در تهاجم یوسا به مارکز و چاپلوس کوبا خواندن او، این دوستی به تیرگی گرایید. این تهاجم زبانی به علت دوستی نزدیک مارکز با فیدل کاسترو بود.
در سال ۱۹۷۶ در مکزیکوسیتی، بارگاس یوسا به گابریل گارسیا مارکز مشت زد. دلیل این درگیری هرگز مشخص نشد. زیرا هیچیک از آنها حاضر نشد درباره آن صحبت کند. در آن روز یوسا به علت عکس‌العمل شدید دوست‌داران مارکز که به قهرمان محبوبشان اهانت شده بود، ناگزیر شد از سالن نمایشگاه خارج شود. یوسا در روز درگذشت گابریل گارسیا مارکز در مورد وی چنین گفت: «نویسنده بزرگی که کارهایش، دانش و اعتبار گسترده‌ای برای ادبیات زبان ما به ارمغان آورد، از دست رفته است. رمان‌های او پس از او هم زنده خواهند ماند و به جذب خوانندگان از سرتاسر جهان ادامه خواهند داد.»

## آثار و سبک
شهرت ماریو بارگاس یوسا با نخستین رمان او با نام زندگی سگی آغاز شد. رمانی که در آن به تجربه‌های سخت خود در خدمت نظامی می‌پرداخت. بدین ترتیب جهان خیلی زود با دورهٔ طلایی ادبیات آمریکای لاتین (بوم) آشنا شد. این دوره، از دههٔ ۱۹۵۰ و ۱۹۶۰ آغاز شد و توجه جهانیان را به این قاره و ادبیات آن جلب کرد.
اوتوپیا یوسا را که آن را بزرگ‌ترین آرمان انسان در طول تاریخ می‌داند، بسیار به خود جلب کرده است و نیز بارها از ادبیات متعهد دفاع و بر نقش افشاگر روشن‌فکر تأکید کرده است. کتاب سور بز جنجالی به پا کرد. زیرا در آن به زندگی رافائل لئونیداس تروخیو، رئیس‌جمهور جمهوری دومینیکن پرداخته بود.
مضمون عمده رمان‌های یوسا جدال بر سر قدرت و اعمال این قدرت در آمریکای لاتین هستند. قهر و خشونت مردانی که سودای سالاری را در سر دارند (خواه در ارتش، در گروه‌های چریکی یا در احزاب سیاسی) در بسیاری از کتاب‌های او مضمون عمده هستند.
داستان رمان چه کسی پالومینو مولرو را کشت که ماجرای آن در بیابان‌های شمال پرو نزدیک یک پایگاه نیوری هوایی روی می‌دهد.

## سیاست

پوستر تبلیغات ریاست جمهوری ماریو بارگاس یوسا

ماریو بارگاس یوسا در سال‌های نخستین جوانی مجذوب شخصیت فیدل کاسترو بود. اما مدتی بعد جدایی کامل خود از جنبش‌های تندرو چپ را اعلام کرد و به حمله شدید علیه کاسترو پرداخت. چرخش او به محافظه‌کاری بازار آزاد باعث از دست دادن پشتیبانی نویسندگان آمریکای لاتین و منتقدان ادبی شد. او در سال ۱۹۸۰ اعلام کرد که دیگر سوسیالیسم را راه‌حلی برای کشورهای در حال توسعه نمی‌داند و در سال ۱۹۸۸ در کنار شماری از احزاب راست‌گرا در تشکیل «جنبش آزادی‌ها» شرکت کرد. وی در سال ۱۹۹۰ نامزد ریاست جمهوری پرو شد. اما از رقیب خود آلبرتو فوجیموری شکست خورد و پس از آن همه فعالیت‌ها و برنامه‌های سیاسی خود را کنار گذاشت.
او به گفتهٔ خود از فعالیت‌های سیاسی خویش، فساد حکومت و تحریک مردم به فدا کردن همه چیز در راهش را به خوبی درک کرده بود. ماریو بارگاس یوسا به علت حمایت از ایالات متحده آمریکا و انتشار مقالاتی در تأیید سیاست‌های آن کشور مورد انتقاد قرار گرفت. این مقالات در دوران جنگ عراق نوشته شده بودند. در آن هنگام یوسا با دختر عکاسش مورگانا به صحنهٔ جنگ رفته و کار مشترکی با عنوان روزنگار عراق تهیه کردند.

## درگذشت
ماریو بارگاس یوسا، یکشنبه ۱۳ آوریل ۲۰۲۵ در سن ۸۹ سالگی در لیما درگذشت.

## گزیده‌هایی از گفته‌ها
- «شعر ضمیر جهان است. با آن به لایه‌هایی از زندگی دست می‌یابیم که با شناخت عقلانی و هوش منطقی به آن‌ها دسترسی نداریم؛ یعنی دره‌های عمیقی که لازمه راه یافتن به آن‌ها پذیرش خطرهای جدی است. فقط از راه حدس و باطن است که می‌توان به شعر رسید نه از راه عقل.»
- «رمان شیوه جالبی است برای خوش‌گذرانی.»
- «من وقتی می‌نویسم خودم را تکثیر می‌کنم. دو نفر می‌شوم. هم نویسنده، هم خواننده. چون همیشه خودم را جای خواننده می‌گذارم تا بفهمم چه چیزی خوب است و چه چیزی بد. سعی می‌کنم خودم را با دو چشم دیگر بخوانم، و با نگاهی دیگر، طوری‌که انگار نمی‌دانم قرار است چه اتفاقی بیفتد.»

## افتخارات و جوایز
ماریو بارگاس یوسا جایزهٔ پلانترا را به خاطر رمان مرگ در کوه‌های آند دریافت نمود. او در سال ۲۰۰۲ جایزه قلم نابوکوف را دریافت کرد.
- یوسا در ۷ اکتبر ۲۰۱۰ برنده جایزه نوبل ادبیات شد. او حدود ۲۰ سال نامزدهای این جایزه بود. این نخستین بار از سال ۱۹۸۲ بود که یک نویسنده از آمریکای لاتین توانست برنده جایزه نوبل ادبی شود. در این سال، گابریل گارسیا مارکز نویسنده کلمبیایی برنده جایزه یک و نیم میلیون دلاری ادبیات نوبل شد.
- آکادمی نوبل که ستاد آن در استکهلم سوئد است، از یوسا به عنوان خالق آثاری نام برده که در آن وی به ترسیم پیکره‌های قدرت پرداخته و نگاه نافذی به مقاومت، طغیان و شکست فردی دارد.
- یوسا در سال ۱۹۹۴ به عنوان عضو آکادمی سلطنتی اسپانیا برگزیده شد.
- این نویسنده ادبی توانست در سال ۱۹۹۵ جایزه سروانتس، مهم‌ترین جایزه ادبی نویسندگان اسپانیایی زبان را از آن خود کند.
- او همچنین در سال ۱۹۹۶ برنده جایزه صلح آلمان شد.

## گزیدهٔ آثار
ماریو بارگاس یوسا بیش از ۳۰ رمان و نمایشنامه نوشت که می‌توان به گفتگو در کاتدرال (۱۹۶۹)، خانه سبز (۱۹۶۶)، عصر قهرمان (۱۹۶۳) و سرانجام جنگ آخرالزمان (۱۹۸۱) اشاره کرد. این نویسنده زمانی به شهرت جهانی رسید که کتاب عصر قهرمان وی منتشر شد و در آن به شرح تجربیات خود در آکادمی نظامی لئونسیو پرادو پرداخت. این کتاب در پرو جنجال‌برانگیز شد و هزار نسخه آن از سوی افسران این آکادمی در ملاء عام آتش زده شد. بسیاری از آثار ماریو بارگاس یوسا به زبان‌های مختلف دنیا از جمله فارسی برگردانده شده است.
- سردسته‌ها (۱۹۵۹)
- سال‌های سگی (۱۹۶۶)
- گفتگو در کاتدرال (۱۹۷۵)
- جنگ آخرالزمان (۱۹۸۴)
- زندگی واقعی الخاندرو مایتا (۱۹۸۵)
- در ستایش نامادری (۱۹۹۰)
- مرگ در آند (۱۹۹۶)
- قصه‌گو (۱۹۹۸)
- سور بز (۲۰۰۲)
- یادداشت‌های عراق (۲۰۰۳)
- راه بهشت (۲۰۰۳)
- رؤیای سلت (۲۰۱۰)
- چرا ادبیات؟
- دوشیزه‌خانم تاکنا
- چه کسی پالومینو مولرو را کشت؟ یا راز قتل پالومینو مولرو
- دختری از پرو
- نامه‌هایی به یک نویسنده جوان
- موج آفرینی
- عیش مدام، گوستاو فلوبر ومادام بوواری
- واقعیت نویسنده
- قهرمان عصر ما (۲۰۱۵)
- پای رودخانه تمز (نمایشنامه)
- هزار شب و یک شب (نمایشنامه)
- روزگار سخت (۲۰۱۹) درباره کودتای ۱۹۵۴ گواتمالا[۴]
- سکوتم تقدیم به شما